# 龙江水库 (洞口县)
龙江水库位于湖南省邵阳市洞口县，是一座以防洪、灌溉、发电为主的中型水库，库容约1222万立方米，设计灌溉面积约2366.7公顷。